# Bruno Pammer
Bruno Josef Pammer (30. ledna 1866 Rožmberk nad Vltavou – 22. listopadu 1924 Kolín) byl v letech 1901–1924 42. opatem kláštera cisterciáků ve Vyšším Brodě, člen parlamentu a v závěru života představený české kongregace cisterciáckého řádu.

## Život
Narodil se v Rožmberku nad Vltavou v čísle 99 v tkalcovské rodině. V roce 1884 vstoupil do noviciátu ve Vyšším Brodě. Věčné sliby složil do rukou opata Leopolda Wackarže v květnu roku 1888. V červnu téhož roku byl vysvěcen na kněze.
Od roku 1900 de facto vedl vyšebrodský klášter, a po smrti opata Wackarže byl zvolen jeho nástupcem. Opatskou benedikci přijal 8. června 1902 z rukou budějovického biskupa Říhy. V letech 1908–1909 zasedal v parlamentu. Společně s Arnoštem Porákem prosadil a vybudoval železniční trať Rybník - Lipno nad Vltavou.
Od roku 1923 vedl českou kongregaci řádu cisterciáků (Kongregace Nejčistšího Srdce Panny Marie). Zemřel 22. listopadu 1924 a byl pohřben ve vyšebrodském klášteře v kapli sv. Anny. Jeho nástupcem v opatském úřadě ve Vyšším Brodě se stal Tecelín Jaksch.